# ウィリー・カニス
ウィリー・カニス（Willy Kanis、1984年7月27日 - ）は、オランダ、カンペン出身の女子自転車競技選手。

## 経歴
当初はトラックレースとBMXの兼用選手で、2005年、2006年のBMX世界選手権を制覇したが、現在はトラックレースに専念している。
2009年現在、UCIトラックワールドカップクラシックスでは通算13勝を挙げ、短距離界の第一人者としての存在をアピール。北京オリンピック・スプリントでは4位入賞を果たしている。しかしながら、トラックレースではまだ世界一を経験していない。
2012年
- ロンドン五輪・チームスプリント 5位